# Frank Haubold
Frank Otto Haubold (ur. 23 marca 1906 w Union City, zm. w marcu 1985 w Ridgefield) – amerykański gimnastyk, medalista olimpijski z Los Angeles.